# 3714-es mellékút (Magyarország)
A 3714-es számú mellékút egy majdnem pontosan 11 kilométeres hosszúságú, négy számjegyű mellékút Borsod-Abaúj-Zemplén vármegyében; a Zempléni-hegység nyugati lankái között köti össze Abaújszántót néhány, tőle északabbra fekvő településsel.

## Nyomvonala
A 3713-as útból ágazik ki, annak a 4+500-as kilométerszelvénye közelében, délkeleti irányban, közel Hernádcéce határához, de teljesen boldogkőváraljai területen. 1,6 kilométer után éri el a település belterületének nyugati szélét, ugyanott ágazik ki belőle észak felé az az önkormányzati út, amely a boldogkői vár megközelítését teszi lehetővé. A faluban már kelet felé halad, Kossuth utca néven, egészen a központig, ahol a nevét megtartva délnek fordul; ugyanott kiágazik belőle észak felé a 37 109-es számú mellékút – ez a zsáktelepülésnek számító Arkára vezet. Kevéssel ezután elhalad a Péchy–Zichy-kastély épületegyüttese és parkja mellett, majd – nagyjából 3,4 kilométer után – maga mögött hagyja a község utolsó házait, a negyedik kilométerén túljutva pedig a határai közül is kilép.
Boldogkőújfalu területén, sőt rövidesen már annak lakott területei között folytatódik, Szabadság utca néven; itteni belterületi szakasza nem sokkal hosszabb egy kilométernél. 5,8 kilométer után eléri Abaújalpár határát, egy darabig a határvonalat kíséri, majd a 6+350-es kilométerszelvénye táján elhalad a két előbbi község és Abaújkér hármashatára mellett; a folytatásban már a két utóbbi határát követi. 6,6 kilométer után kiágazik belőle kelet felé a 37 108-as számú mellékút, mely Abaújalpár központjába vezet, de még egészen a nyolcadik kilométeréig továbbra is a határvonalat követi, azután lép csak Abaújkér területére.
A 8+250-es kilométerszelvénye táján keresztezi a 3705-ös utat, amely ott mintegy 2,4 kilométer megtételénél jár, a Hernád völgyétől Szegilong felé haladva. Lakott területeket ezen a szakaszon nem érint, és még a kilencedik kilométere előtt Abaújkér területét is elhagyja. Onnantól Abaújszántó határai között folytatódik – nem sokkal a tizedik kilométere után már lakott területen, Aranyosi utca néven – és röviddel ezután véget is ér, beletorkollva a 39-es főútba, annak a 11+800-as kilométerszelvénye közelében, a kisváros központjának északi részén.
Teljes hossza, az országos közutak térképes nyilvántartását szolgáló kira.kozut.hu adatbázisa szerint 11,010 kilométer.

## Története
1934-ben már legalább részben kiépült, és autóbusz-forgalmat is bonyolító mellékút volt.

## Települések az út mentén
- Boldogkőváralja
- Boldogkőújfalu
- Abaújalpár
- (Abaújkér)
- Abaújszántó